# رسانایی‌سنجی
تیتراسیون رسانایی سنجی شامل اندازه‌گیری رسانایی نمونه پس از افزایش پیاپی واکنشگر است. نقطه پایانی تیتراسیون با رسم رسانایی یا رسانایی ویژه بر حسب حجم اضافه شده تیترکننده به دست می‌آید. با توجه به سیستم شیمیایی مورد مطالعه منحنی‌های تیتراسیون اشکال مختلفی به خود می‌گیرد که توسط پاره‌خط‌های مستقیم با شیب‌های متفاوت در دوطرف نقطه هم‌ارزی مشخص می‌شوند.
تیتراسیون رسانایی سنجی بیشتر برای تیتراسیون محلول‌های خیلی رقیق و اسیدها و بازهای ضعیف به کار می‌رود. شراط لازم برای انجام تیتراسیون این است که نمونه و استاندارد یونی باشند. این روش در مورد واکنش‌های اکسایشی-کاهشی مناسب نیست.

## رسانایی محلول
رسانایی یک محلول الکترولیت در اثر حرکت یون‌های منفی به طرف آند و یون‌های مثبت به طرف کاتد در یک سلول الکترولیتی در نتیجه یک پتانسیل اعمال شده به وجود می‌آید و نشانگر توانایی آن محلول جهت عبور جریان الکتریسیته است. جزیی از جریان که توسط یک یون منتقل می‌شود به غلظت نسبی و تحرک ذاتی آن یون در محیط مربوط است. توانایی یک یون برا رسانایی بستگی به بار یون و خواص حالال چون گرانروی و ساختار مولکولی دارد. اگر محلولی به طول (L(cm و سطح مقطع (A (cm2 بین دو صفحه الکترود پلاتینی قرار داشته باشد مقاومت (R) آن از رابطه زیر محاسبه می‌شود.
R = ρ L/A
R: مقاومت بر حسب اهم (Ω)
ρ: مقاومت ویژه بر حسب اهم بر سانتی‌متر

### رسانایی (G)
رسانایی یک محیط عکس مقاومت الکتریکی آن است. واحد رسانایی در SI، زیمنس (ohm-1) است که به وسیلهٔ نماد S نشان داده می‌شود. رسانایی الکترولیتی و رسانایی مولی هر دو با جذب الکترولیت تبدیل و تغییر شکل می‌یابند. در هر دو، برای الکترولیت‌های قوی و ضعیف با کاهش غلظت، رسانایی نیز کاهش می‌یابد. در واقع با کاهش غلظت به سمت محلول رقیق حرکت می‌کنیم و در این‌جا چون تعداد یون‌های در واحد حجم که در محلول حامل جریان الکتریسیته هستند، کاهش می‌یابد (با رقیق کردن محلول) بنابراین رسانایی نیز کاهش یافته‌است.
رسانایی الکترولیتی از یک واحد حجم محلول در بین دو الکترود پلاتینی با سطح مقطع A تعیین می‌شود. رسانایی مولی محلول در غلظت معین، در واقع رسانایی حجم محلول (V) شامل یک مول از الکترولیت است که در بین دو الکترود با سطح مقطع A واقع شده که با فاصلهٔ L از یکدیگر قرار دارند. هدایت وابسته به غلظت، بار و هدایت یونی معادل یون مورد نظر می‌باشد.
G = K A/L
K: رسانایی ویژه که برابر با ۱/ρ

### رسانایی هم ارز (Λ)
رسانایی هم ارز یک الکترولیت (Λ) رسانایی حجمی از محلول بر حسب میلی لیتر است که دارای یک هم ارز گرم از جز مورد نظر بوده و بین دو الکترود با سطح برابر که به فاصله 1cm از یکدیگر هستند، قرار گرفته‌است بنابرین:
Λ = KV

### تعیین ثابت سلول
نسبت فاصله بین دو الکترود به سطح أنها برای هر سلول مقداری مشخص و ثابت است که ثابت سلول نامیده می‌شود. این ثابت با اندازه‌گیری رسانایی (G) محلولی که رسانایی ویژه (K) آن معلوم است تعیین می‌گردد. معمولاً از محلول‌های پتاسیم کلرید برای این منظور استفاده می‌شود.
G = K A/L